# Bajo sospecha (2000)
Bajo sospecha (en inglés: Under Suspicion) es una película de cine estadounidense basada en el libro Brainwash de John Wainwright.

## Argumento
Bajo sospecha trata de un caso policial no resuelto en el cual es involucrado Henry Hearst (Gene Hackman), abogado rico e influyente en la Isla de Puerto Rico, casado con una bellísima mujer de nombre Chantal (Monica Bellucci). 
Cuando va a acudir a una fiesta de beneficencia, le llama el capitán de la policía Víctor Benezet (Morgan Freeman), amigo suyo de hacía mucho tiempo, con el ruego de que pase a verlo antes de ir a la reunión, para ayudarle a aclarar una investigación que se está llevando a cabo. Henry se presenta en la delegación policial con la convicción de que el asunto no le demorará más de 10 minutos. Sin embargo, el capitán de policía, secundado por su ayudante, el torpe oficial Owens, va alargando la conversación, que gira en torno al asesinato de una niña. 
Lo que empieza como una amable entrevista se va convirtiendo en un espeso interrogatorio íntimo de la vida personal del abogado así como de los secretos de su relación marital con su bella mujer. Víctor Benezet inteligentemente va conduciendo a Hearst a la verdad hasta el punto de obligarle a que confiese que es el responsable de no solo un asesinato sino de dos crímenes ocurridos en tan solo 16 días antes de la fiesta, las pruebas, las confesiones, todo calza; sin embargo, un hecho inusitado hace que todo se salga de madre.